# 傑拉爾德·豪沃斯

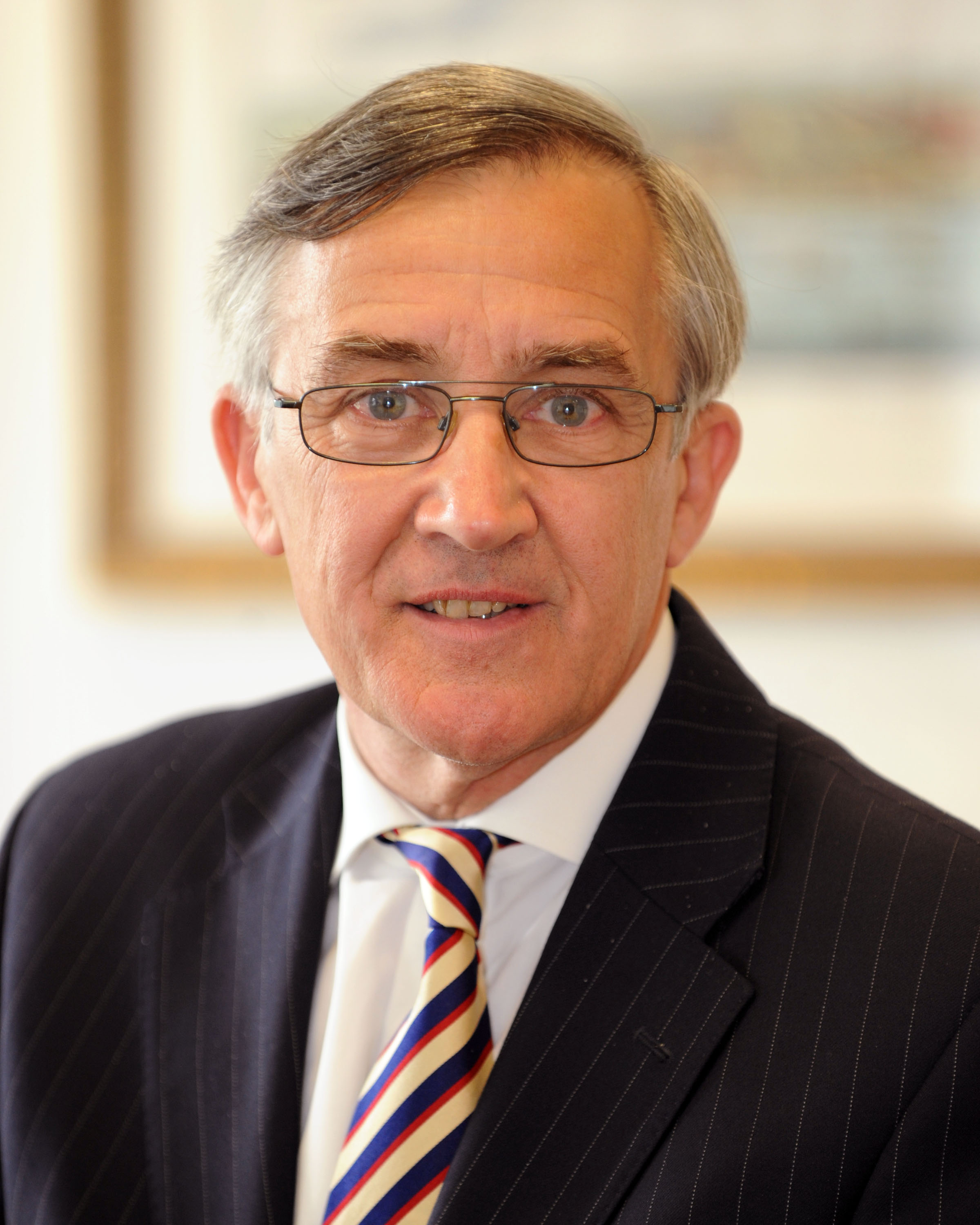

傑拉爾德·豪沃斯（英語：Gerald Howarth，1947年9月12日—）是一位英格蘭政治人物，他的黨籍是保守黨。

## 生平
畢業於南安普敦大學。自1997年開始，他擔任奧爾德肖特選區選出的英國下議院議員。2017年大選中，傑拉爾德·豪沃斯退休，不再角逐連任。